# Romain Rocchi
Romain Rocchi (ur. 2 października 1981 w Cavaillon) – francuski piłkarz grający na pozycji defensywnego pomocnika.

## Kariera klubowa
Karierę piłkarską Rocchi rozpoczął w klubie AS Cannes. W 2001 roku awansował do kadry pierwszego zespołu i wtedy też zadebiutował w jego barwach w trzeciej lidze francuskiej. Po roku gry w Cannes odszedł do stołecznego Paris Saint-Germain. 29 stycznia 2003 zanotował debiut w Ligue 1 w wygranym 1:0 domowym meczu z Lille OSC, gdy w 70. minucie zmienił Hugo Leala. W latach 2003–2004 rozegrał w barwahc PSG 24 ligowe mecze, głównie jako rezerwowy. W 2004 roku po zdobyciu Pucharu Ligi Francuskiej odszedł na roczne wypożyczenie do Bastii, w której zadebiutował 27 sierpnia 2004 w spotkaniu z OGC Nice (1:1).
W 2005 roku Rocchi przeszedł z Bastii do innego klubu z Korsyki, AC Ajaccio. W nowym zespole po raz pierwszy wystąpił 30 lipca 2005 w zremisowanym 0:0 domowym spotkaniu z AS Saint-Étienne. W 2006 roku spadł z Ajaccio z Ligue 1 do Ligue 2 i w zespole tym grał jeszcze przez kolejne dwa sezony.
W 2008 roku Rocchi podpisał kontrakt z FC Metz. Zadebiutował w nim 1 sierpnia 2008 w spotkaniu z En Avant Guingamp (1:0), w którym strzelił debiutanckiego gola. Pobyt Rocchiego w Metz trwał przez 2 sezony.
Kolejnym klubem w karierze Rocchiego został Hapoel Tel Awiw, w którym zadebiutował 28 sierpnia 2010 w zwycięskim 5:1 domowym meczu z Hapoelem Aszkelon. Jesienią 2010 awansował z Hapoelem do fazy grupowej Ligi Mistrzów.
| Sezon   | Klub                | Kraj    | Rozgrywki   | Mecze | Bramki | Rozgrywki Europy   | Mecze | Bramki |
| ------- | ------------------- | ------- | ----------- | ----- | ------ | ------------------ | ----- | ------ |
| 2001/02 | AS Cannes           | Francja | National    | 17    | 1      | –                  | –     | –      |
| 2002/03 | Paris Saint-Germain | Francja | Ligue 1     | 6     | 0      | –                  | –     | –      |
| 2003/04 | Paris Saint-Germain | Francja | Ligue 1     | 27    | 3      | –                  | –     | –      |
| 2004/05 | SC Bastia           | Francja | Ligue 1     | 24    | 1      | –                  | –     | –      |
| 2005/06 | AC Ajaccio          | Francja | Ligue 1     | 24    | 3      | –                  | –     | –      |
| 2006/07 | AC Ajaccio          | Francja | Ligue 2     | 11    | 0      | –                  | –     | –      |
| 2007/08 | AC Ajaccio          | Francja | Ligue 2     | 31    | 3      | –                  | –     | –      |
| 2008/09 | FC Metz             | Francja | Ligue 2     | 36    | 4      | –                  | –     | –      |
| 2009/10 | FC Metz             | Francja | Ligue 2     | 33    | 2      | –                  | –     | –      |
| 2010/11 | Hapoel Tel Awiw     | Izrael  | Ligat ha’Al | 3     | 0      | Liga Mistrzów UEFA | 8     | 0      |
| 2010/11 | AC Arles-Avignon    | Francja | Ligue 1     | 17    | 0      | –                  | –     | –      |
| 2011/12 | AC Arles-Avignon    | Francja | Ligue 2     | 34    | 2      | –                  | –     | –      |
| 2012/13 | AC Arles-Avignon    | Francja | Ligue 2     | 33    | 6      | –                  | –     | –      |
| 2013/14 | FC Metz             | Francja | Ligue 2     | 33    | 0      | –                  | –     | –      |
| 2014/15 | FC Metz             | Francja | Ligue 1     | 3     | 0      | –                  | –     | –      |